# 菅豊彦
菅 豊彦（かん とよひこ、1941年11月16日 - ）は、日本の哲学者、九州大学名誉教授。

## 略歴
愛媛県生まれ。愛媛県立宇和島東高等学校卒、1964年九州大学文学部哲学科卒、1968年同大学院文学研究科博士課程中退、九大文学部助手。1969年福岡大学講師、1972年九大教養部助教授、1987年教授、1994年文学部言語学科教授となる。2006年定年退官、名誉教授。

## 著書
- 『実践的知識の構造 言語ゲームから』勁草書房 1986
- 『経験の可能性 ウィトゲンシュタインと知の基盤』法律文化社 1988
- 『心を世界に繋ぎとめる 言語・志向性・行為』勁草書房 1998
- 『道徳的実在論の擁護』 (双書エニグマ）勁草書房 2004
- 『アリストテレス『ニコマコス倫理学』を読む 幸福とは何か』勁草書房 2016

### 共著
- 『知の地平 カントとウィトゲンシュタイン』井上義彦共著 法律文化社 1984

### 翻訳
- T.モラウェッツ『ウィトゲンシュタインと知 『確実性の問題』の考察』』産業図書 1983
- G.E.M.アンスコム『インテンション 実践知の考察』産業図書 1984
- アラスデア・マッキンタイア『西洋倫理思想史 上』甲斐博見,岩隈洽子,新島龍美共訳 九州大学出版会 1985
- シドニー・シューメーカー『自己知と自己同一性』 (双書プロブレマータ) 浜渦辰二共訳 勁草書房 1989
- アイリス・マードック『善の至高性 プラトニズムの視点から』小林信行共訳 九州大学出版会 1992

## 論文
- 菅豊彦「感覚と言葉 : ヴィトゲンシュタインの「哲学研究」二四三節～三一六節を中心に」『哲学論文集』第4巻、九州大学哲学会、1968年9月、19-37頁、doi:10.15017/27462、ISSN 0285-774X。
- 菅豊彦「言語と論理:「Tractatus Logico-Philosophicus」について-上-」『福岡大學人文論叢』第3巻第4号、福岡大学研究推進部、1972年3月、761-780頁、ISSN 02852764。
- 菅豊彦「フレーゲの<意味>について」『言語科学』11・12合併号、九州大学、1976年3月、69-77頁、ISSN 02891891。
- 菅豊彦「行為の概念と心身問題」『テオリア. 哲学篇 : 哲学・心理学科紀要』第21号、九州大学教養部、1978年3月、47-68頁、ISSN 02890607。
- 菅豊彦「木曽氏の論文への質問要旨」『哲学』第32号、日本哲学会、1982年5月、66-68頁、ISSN 03873358。
- 菅豊彦「<ウィトゲンシュタインと色>についての覚書」『テオリア. 哲学篇 : 哲学・心理学科紀要』第26号、九州大学教養部、1983年9月、35-55頁、ISSN 02890607。
- 菅豊彦「なぜ,いま,心身問題か:哲学的立場から」『教育と医学』第36巻第2号、慶應義塾大学出版会、1988年2月、104-109頁、ISSN 04529677。
- 菅豊彦「意味と真理条件」『哲学』第1994巻第44号、日本哲学会、1994年4月、17-30,1、doi:10.11439/philosophy1952.1994.17、ISSN 03873358。
- 菅豊彦「道徳的実在論と主観性」『文學研究』第98巻、九州大学大学院人文科学研究院、2001年3月、59-83頁、doi:10.15017/1173、ISSN 0387-2823。
- 菅豊彦「ヒュームの正義論」『哲学論文集』第40巻、九州大学哲学会、2004年9月、111-129頁、doi:10.15017/1440961、ISSN 0285-774X。
- 菅豊彦「アリストテレスにおける思考と行為 : アレテーとプロネーシスの関係について」『哲学論文集』第47巻、九州大学哲学会、2011年10月、29-48頁、doi:10.15017/1446182、ISSN 0285-774X。